# Pseudowanganella
Pseudowanganella es un género de foraminífero bentónico de la familia Colaniellidae, de la superfamilia Colanielloidea, del suborden Fusulinina y del orden Fusulinida. Su especie tipo es Pseudowanganella tenuitheca. Su rango cronoestratigráfico abarcaba el Lopingiense (Pérmico superior).

## Clasificación
Pseudowanganella incluye a las siguientes especies:
- Pseudowanganella tenuitheca